# Acraea makupa
Acraea makupa är en fjärilsart som beskrevs av Grose-smith 1889. Acraea makupa ingår i släktet Acraea och familjen praktfjärilar. Inga underarter finns listade i Catalogue of Life.